# Phare de Sankaty Head
Le phare de Sankaty Head (en anglais : Sankaty Head Light) est un phare actif situé à l'extrémité orientale de l'île de Nantucket dans le Comté de Nantucket (État du Massachusetts).
Il est inscrit au Registre national des lieux historiques depuis le 15 octobre 1987 .

## Histoire
Les hauts-fonds situés au large de la côte est de Nantucket présentaient depuis longtemps un risque pour la navigation. Dans les années 1840, le gouvernement des États-Unis décida d'installer un phare de premier plan pour avertir les marins de ce danger. Le Congrès a affecté 12.000 dollars pour sa construction en 1848, avec des fonds supplémentaires totalisant 8.000 dollars les années suivantes. La lumière est entrée en service en février 1850. La partie inférieure de la tour est construite en brique et sa partie supérieure est en granit. Il était équipé d'une lentille de Fresnel de deuxième ordre et le mécanisme de rotation de la lumière était alimenté par une horloge en laiton entraînée par le poids. Cet objectif d'origine a été retiré en 1950 et se trouve maintenant au Nantucket Whaling Museum.
Une maison en briques avait été construite à côté de la tour au moment de sa construction pour loger la famille du gardien de phare. En 1887, cette maison a été démolie et une nouvelle structure a été construite. Les travaux de rénovation de la tour à l’époque comprenaient l’installation d’une nouvelle section de lanterne,et d'une réhausse de3 m à sa hauteur.
En 1933, la lumière a été électrifiée et les travaux mécaniques pour l'allumer ont été mis hors service. La lumière a été entièrement automatisée en 1965. Le Sconset Land Trust a acquis le phare en 2007 et l’a fait s’éloigner de la falaise érodée (environ 120 mètres) en octobre de la même année.

## Description
Le phare  est une tour cylindrique en brique et granit, avec une galerie circulaire et une lanterne de 21 m de haut. La tour est peinte en blanc avec une large bande rouge et la lanterne est noire. Il émet, à une hauteur focale de 48 m, un éclat blanc par période de 7.5 secondes. Sa portée est de 24 milles nautiques (environ 44 km)
Identifiant : ARLHS : USA-735 ; USCG : 1-0555 - Amirauté : J0406 .
|           |
| Nantucket |

|              |
| sankaty Head |

|          |
| Le phare |

### Lien connexe
- Liste des phares du Massachusetts